# 1404 Ajax
1404 Ajax é um asteroide troiano de Júpiter. Foi descoberto em 18 de agosto de 1936 por Karl Wilhelm Reinmuth.